# Zestaw podkrytyczny Helena
Zestaw podkrytyczny „Helena” – polski jądrowy zestaw podkrytyczny o konstrukcji grafitowej. W przeciwieństwie do reaktora jądrowego zestaw podkrytyczny nie osiąga masy krytycznej i do pracy potrzebuje zewnętrznego źródła neutronów.
Zestaw Helena został wybudowany w 1963 roku w hali reaktora Anna na terenie ówczesnego Instytutu Badań Jądrowych w Świerku. Służył on do badań wielu parametrów fizycznych przy paliwie z naturalnego uranu otoczonego grafitem. Samo paliwo posiadało koszulkę aluminiową, miało 30 cm długości i 2,5 cm średnicy. Elementy układane były jeden za drugim w otworach grafitowych, co mogło dać zestaw paliwowy o długości nawet 2,4 metra. Helena wyposażona była także w źródło neutronów i generalnie służyła badaniom zachowania się tych cząstek przy różnych konfiguracjach rdzenia. Zestaw podkrytyczny Helena został częściowo zdemontowany w 1980 roku, choć wiele jego elementów zostało na swoim miejscu do dzisiaj.